# Mauro Estol
Mauro Nahuel Estol Rodríguez (Montevideo, 27 gennaio 1995) è un calciatore uruguaiano, centrocampista del River Plate (M).

## Caratteristiche tecniche
È un centrocampista centrale.

## Carriera
Cresciuto nel settore giovanile del Racing Montevideo, ha esordito in prima squadra il 16 agosto 2014 in occasione del match di campionato vinto 4-2 contro il Danubio.
Il 28 agosto 2019 viene annunciato il suo passaggio al Bisceglie.